# Arthur C. Cope Award
Der Arthur C. Cope Award ist ein Preis der American Chemical Society für Organische Chemie. Er wird seit 1973 vergeben und ist nach Arthur C. Cope benannt.
Der Preisträger erhält eine Medaille und 25.000 Dollar sowie 150.000 Dollar an Forschungsförderung, deren Verwendung er bestimmen kann. Er ist an keine Nationalität oder sonstige persönliche Beschränkung gebunden. Die Bedeutung der Forschungsarbeit sollte in den letzten fünf Jahren vor der Preisverleihung hervorgetreten sein.
Es gibt auch den Arthur C. Cope Scholar Award, der seit 1986 jährlich an zehn Wissenschaftler vergeben wird.

## Preisträger
- 1973 Roald Hoffmann, Robert B. Woodward
- 1974 Donald J. Cram
- 1976 Elias James Corey Jr.
- 1978 Orville L. Chapman
- 1980 Gilbert Stork
- 1982 Frank Westheimer
- 1984 Albert Eschenmoser
- 1986 Duilio Arigoni
- 1987 Ronald Breslow
- 1988 Kenneth B. Wiberg
- 1989 William Summer Johnson
- 1990 Kōji Nakanishi
- 1991 Gerhard L. Closs
- 1992 Barry Sharpless
- 1993 Peter Dervan
- 1994 John D. Roberts
- 1995 George Whitesides
- 1996 Robert Bergman
- 1997 Ryōji Noyori
- 1998 Samuel Danishefsky
- 1999 Ralph Hirschmann
- 2000 David Evans
- 2001 George A. Olah
- 2002 Robert Grubbs
- 2003 Larry E. Overman
- 2004 Barry Trost
- 2005 Kyriacos Costa Nicolaou
- 2006 Peter G. Schultz
- 2007 Jean Fréchet
- 2008 Fraser Stoddart
- 2009 Manfred T. Reetz, Victor J. Hruby
- 2010 Kendall Houk
- 2011 Nicholas Turro
- 2012 Chi-Huey Wong
- 2013 Stephen L. Buchwald
- 2014 Stuart L. Schreiber
- 2015 Paul A. Wender
- 2016 Eric N. Jacobsen
- 2017 Carolyn R. Bertozzi
- 2018 Steven V. Ley
- 2019 Dieter Seebach
- 2020 Dennis A. Dougherty
- 2021 John Hartwig
- 2022 Véronique Gouverneur
- 2023 Scott E. Denmark
- 2024 William Jorgensen
- 2025 Timothy M. Swager[2]
- 2026 Gregory C. Fu[3]